# Edin Ćurić
Edin Ćurić (ur. 22 sierpnia 1962 w Sarajewie) – bośniacki piłkarz występujący na pozycji pomocnika. Reprezentant Jugosławii.

## Kariera klubowa
Ćurić karierę rozpoczynał w sezonie 1980/1981 w pierwszoligowym Željezničarze. W debiutanckim sezonie dotarł z nim do finału Pucharu Jugosławii, przegranego jednak z Veležem Mostar. W sezonie 1983/1984 zajął z zespołem 3. miejsce w lidze. Pod koniec 1989 roku przeszedł do hiszpańskiego UD Las Palmas, grającego w Segunda División. Na początku 1991 roku wrócił jednak do Željezničara.
W 1992 roku Ćurić został graczem portugalskiego trzecioligowca, Portimonense SC. W sezonie 1992/1993 awansował z nim do drugiej ligi. W 1995 roku zakończył karierę.

## Kariera reprezentacyjna
W reprezentacji Jugosławii Ćurić wystąpił jeden raz, 29 sierpnia 1987 w przegranym 0:1 towarzyskim meczu ze Związkiem Radzieckim.